# Dechtice
Dechtice (in ungherese Dejte, in tedesco Dechtitz) è un comune della Slovacchia facente parte del distretto di Trnava, nella regione omonima.

## Monumenti
Vi è una chiesa cattolica dedicata a Santa Caterina d'Alessandria del 1652 e la chiesa romanica del cimitero di Ognissanti, risalente al 1172. Sul lato sud-est della navata sono conservati affreschi romanici raffiguranti la vita di Cristo.

## Apparizioni della Vergine Maria
A Dechtice, dal 1994 alcuni veggenti hanno riferito di presunte apparizioni della Vergine Maria. Il 28 ottobre 1998 l'arcidiocesi di Trnava ha istituito una Commissione per esaminare la veridicità di tali apparizioni.